# 80 Pułk Fizylierów (Cesarstwo Niemieckie)
80 Pułk Fizylierów im. von Gerdsdorffa (1 Heski) (niem. Füsilier-Regiment „von Gersdorff“ (Kurhessisches) Nr. 80)  – pułk piechoty niemieckiej okresu Cesarstwa Niemieckiego.

## Historia
Pułk został sformowany 22 listopada 1813. Stacjonował w Wiesbaden i Homburg . Wchodził w skład XVIII Korpusu Armijnego .
W wyniku mobilizacji, w sierpniu 1914 pułk osiągnął gotowość bojową i w składzie 42 Brygady Piechoty 21 Dywizji został wysłany na front zachodni.

## Bibliografia

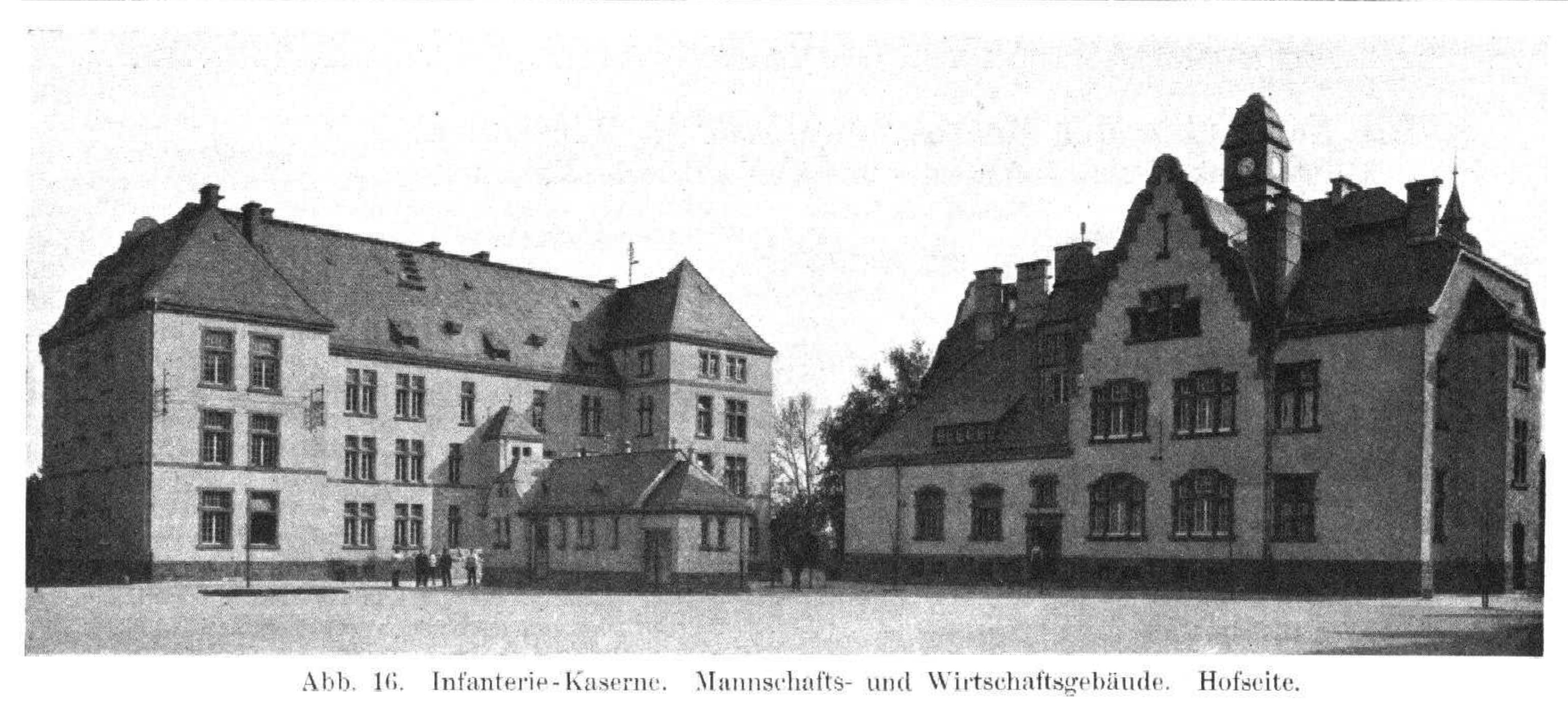
Koszary pułku w Wiesbaden